# Джозеф Міко
Джозеф Міко (англ. Joseph Miko, угор. Mikó József; 6 серпня 1920 — 28 квітня 2008) — угорський та американський кінооператор. Народився 6 серпня 1920 року у місті Вечеш, Угорщина. Міко отримав змогу знімати події Угорської революції 1956 року.
Він на кіноплівку задокументував жорстоке придушення повстання радянськими військами, злочини проти мирного населення. Коли влада дізналась про наявність тих плівок, побоюючись за свою свободу та життя, Міко із сім'єю змушений був втікати із країни. Він звернувся за допомогою до посольства США. Плівки Міко відправили дипломатичною поштою. Самого Міко з сім'єю переправили військово-транспортною авіацією до США.
Після роботи над кількома малобюджетними фільмами, Джозеф Міко покинув кіноіндустрію і став успішним бізнесменом в Санта-Моніці, штат Каліфорнія. Після відновлення демократії в Угорщині, був удостоєний Премії угорського уряду за видатні досягнення і Премії Героя Свободи, а також отримав хрест Ордена за заслуги.
Відомий також своєю роботою над фільмами «Садист» (1963) і «Шаленство свободи» (2006). Був двічі одружений. Помер 28 квітня 2008 року в Лос-Анджелесі, штат Каліфорнія, США.